# Alexandre de Laborde
Alexandre Louis Joseph, marquès de Laborde, comte de l'Imperi, fou un arqueòleg i polític francès, nascut a París el 17 de setembre de 1773 i mort a la mateixa ciutat el 20 d'octubre de 1842.

## Biografia
Fou el quart fill del financer Jean-Joseph de Laborde (1724-1794), que moriria al patíbul, i de Rosalie de Nettine (1737-1820). Alexandre de Laborde va estudiar als Oratorians del col·legi de Juilly. Al moment de la Revolució Francesa, va ser enviat pel seu pare a Viena, prop de l'emperador Josep II, a qui se li va demanar trobar-li una ocupació, i encara que molt malalt en aquella època, va donar instruccions precises perquè fos admès a l'exèrcit austríac. El 10 de desembre de 1789, a l'edat de disset anys, el jove va ser nomenat oficial al tercer regiment d'infanteria a Olomouc (Moràvia). Nomenat capità al sisè regiment dels genets de l'antiga cavalleria lleugera a l'octubre de 1791, va lluitar l'any següent contra els exèrcits revolucionaris francesos, sobre les fronteres flamenques i luxemburgueses, destacant per la seva generositat pel que fa als seus compatriotes ferits o empresonats. En 1795, es va prendre un permís llarg per a retrobar-se amb la seva mare i la seva germana a Suïssa, i després amb el seu germà a Anglaterra. Va tornar a l'exèrcit austríac a les files dels hússars de Kinski, on va fer amistat amb Neipperg, abans de deixar el servei amb grau de cap d'esquadró.
Després d'haver viatjat per Alemanya, Holanda i per Itàlia, va aconseguir ser exclòs de la llista dels emigrats gràcies a certificats de complacència després de la pau del Tractat de Campo Formio, el 1797, i va poder tornar a França, on va entrar al Ministeri de Relacions Exteriors amb Talleyrand, que el prengué sota la seva protecció. A la mateixa època, compartia amb Berthier els favors de la marquesa Visconti di Borgoratto. Era llavors un home "amable, divertit i original", dotat d'un encant especial, com diu la Senyora de Genlis.

## Sota el Consolat i elPrimer Imperi
Amb un gran interès per les arts, Laborde va viatjar per Anglaterra, Holanda, Itàlia i Espanya. Protegit per Llucià Bonaparte, va treballar el 1800 a l'ambaixada de Madrid. Aquesta es va acabar amb la conclusió del tractat d'Aranjuez el març de 1801. Llucià i Laborde van tornar llavors a França. A través de Laborde, Llucià va conèixer, al castell de Méréville on estava de majordoma, la molt bella Alexandrine Jacob de Bleschamp, vídua d'un agent de canvi i borsa, de qui es va enamorar intensament i amb qui es va casar el juny de 1803, cosa que ocasionaria una duradora desavinença amb Napoleó Bonaparte.

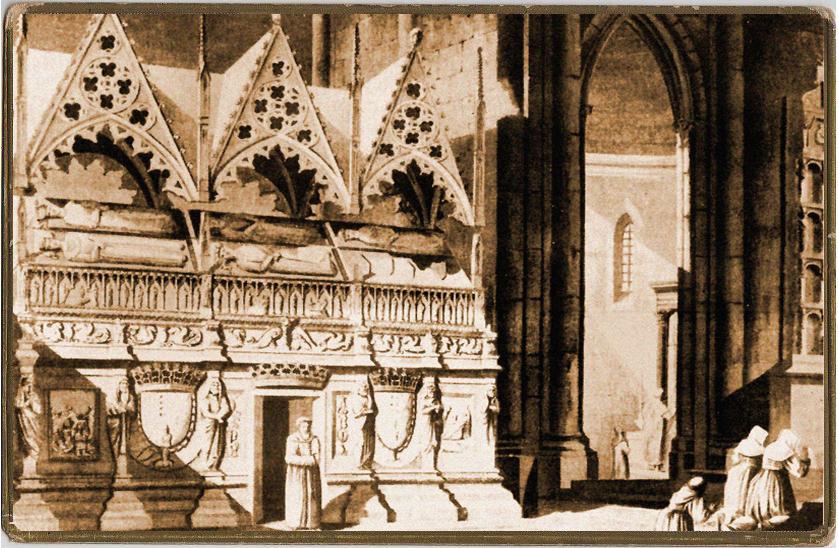
Reproducció en una postal de 1920 d'un gravat del viatge de Laborde al monestir de Poblet l'any 1806

Compromès durant un temps per la seva participació indirecta a aquest matrimoni, Laborde es va consagrar a l'edició de grans llibres sobre Espanya. Durant l'època de la seva missió diplomàtica, va tenir l'oportunitat de conèixer la bellesa d'aquest país i d'interessar-s'hi, cosa que a més el relacionava amb els orígens de la seva família paterna. Va contractar un equip d'artistes, al capdavant del qual va romandre durant molt de temps. Ajudat per un equip d'autors entre els quals es trobava el seu amic François-René de Chateaubriand, va publicar l'Itinéraire descriptif de l'Espagne (Itinerari descriptiu d'Espanya) (1809, 5 volums i 1 atles) i Voyage pittoresque et historique en Espagne (Viatge pintoresc i històric a Espanya) (1807-1818, 4 volums). Va consagrar una gran part de la seva fortuna a la segona d'aquestes publicacions, realitzada amb molta cura, d'erudició i de puntualitat, que contenia més de 900 gravats i un compendi d'història política i civil. La guerra de 1808 va parar la venda d'aquest llibre, comprometent la fortuna de l'autor que, empès per les necessitats de la seva família, a la qual mantenia, es va decidir a entrar a l'administració.
Fou nomenat, l'any 1808, oïdor del Consell d'Estat i cavaller de la Legió d'Honor el 1809. La funció llavors era poc prestigiosa i el treball corresponia a un tipus d'escola d'administració on l'Imperi formava als seus alts funcionaris. Laborde va prendre la seva situació amb humor. Diuen que Napoleó I, creuant-se amb ell, un dia al Palau de les Teuleries, li hauria dit: " heus aquí el fill major dels meus oïdors! ", al que Laborde hauria respost: " sí, Senyor, i el fill menor de les seves preocupacions! "
En aquest mateix any 1808, l'Emperador el va dur amb ell a Madrid, com a bon coneixedor d'Espanya, mentre que la seva dona va ser nomenada dama d'honor de l'emperadriu Josefina de Beauharnais. Van quedar satisfets amb la missió de Laborde i va ser nomenat comte de l'Imperi el 9 de gener de 1810.
Poc després, va ser enviat com a secretari de la delegació extraordinària, presidit pel mariscal Berthier, encarregada de demanar oficialment la mà de l'arxiduquessa Maria Lluïsa. Gràcies a les seves nombroses relacions a Viena i al seu coneixement perfecte de la llengua alemanya, Laborde va fer meravelles en aquesta missió delicada. Va arribar a remoure els dubtes del clergat vienès sobre la legimitat del divorci entre Napoleó i Josefina i a apaivagar les inquietuds sobre els riscos que podria córrer a França la jove neboda de Maria Antonieta. Va rebre com a recompensa dues tabaqueres guarnides de diamants i la creu de comenador de l'ordre de Saint-Etienne.
Va aprofitar la seva missió per a efectuar un viatge llarg als estats austríacs i reunir material per a escriure Voyage pittoresque en Autriche (Viatge pintoresc a Àustria), que va publicar l'any 1821.
A la seva tornada a França, Laborde va ser encarregat de presidir la comissió de liquidació dels comptes del Gran Exèrcit. Després va ser col·locat al capdavant del Servei dels camins, canals i ports del departament del Sena (1812). En aquestes funcions, va proposar diversos projectes d'embelliment de la capital (establiment de safaretjos públics, creació de voreres, col·locació de bombes per a foc) entre els quals, alguns, van ser realitzats posteriorment.
Laborde havia concebut el projecte de fer un inventari complet de les riqueses arqueològiques de França. Va aconseguir del comte de Montalivet, ministre de l'Interior, que enviés una circular als prefectes demanant-ne la col·laboració per a fer-lo. La iniciativa no va tenir una bona resposta. Laborde intentaria tornar a llançar la seva idea sota la Restauració, però va ser realment engegada només sota el Segon Imperi.

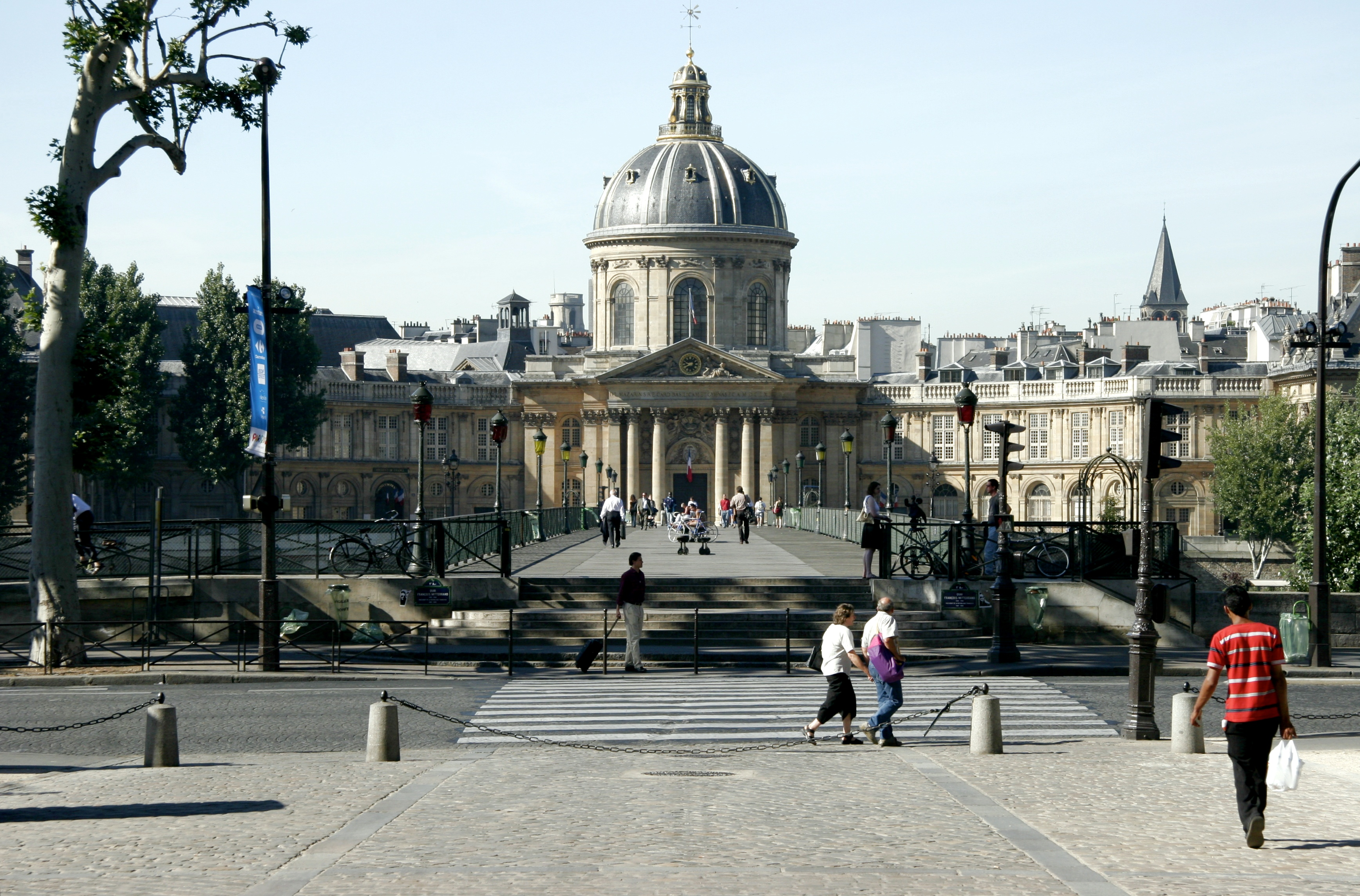
Institut de França

Fou ascendit a oficial de la Legió d'Honor el 1813, i el 29 de gener del mateix any va ser nomenat membre de l'Institut de França (classe d'història i de literatura antiga) en substitució del vescomte de Toulongeon. Es va llançar a publicacions arqueològiques i històriques molt luxoses, il·lustrades per artistes de renom, que no va arribar a rendibilitzar i que van acabar, a causa de les seves nombroses prodigalitats, posant en un estat llastimós la seva fortuna: va ser perseguit fins a finals dels seus dies pels seus creditors.
Figura de la societat imperial, amic de l'ànima de la reina Hortense d'Holanda, passa per ser l'autor veritable de les romances atribuïdes a aquesta, com "Le Bon Chevalier" ("El bon cavaller"), "En soupirant j'ai vu naître l'aurore" ("Sospirant vaig veure néixer l'aurora"), o la cèlebre "Partant pour la Syrie" ("Marxant cap a Síria"), himne oficial del Segon Imperi.
Va ser alcalde de Méréville del 1805 al 1814.

## Sota la Restauració

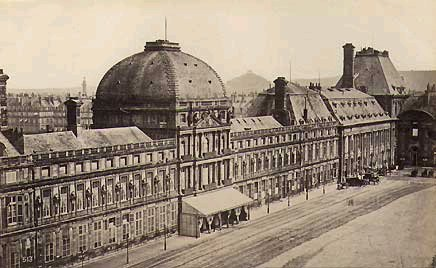
El Palau de les Teuleries fotografiat cap a l'any 1865

Oficial auxiliar de comandant de batalló de la guàrdia nacional el 1814, va exercir un temps el comandament del Palau de les Teuleries i va rebre la missió d'anar al camp rus a París, a la nit del 31 de març, per a negociar la capitulació de la guàrdia nacional. Lluís XVIII el va nomenar llavors coronel d'Estat Major i cavaller de l'orde reial i militar de Sant Lluís. Fou en aquella època quan va refer el títol de marquès de Laborde, que els seus descendents retingueren.
Va anar a Anglaterra per a estudiar el mètode d'ensenyament mutual, popularment dit "Lancaster", i, a la tornada, va esdevenir-ne, sota la Segona Restauració, un propagador actiu a França, particularment en qualitat de secretari de la Societat central d'ensenyament mutual. En la mateixa època, va donar suport al coronel Amoroso per a promoure la pràctica de la gimnàstica a les escoles. Precursor del sindicalisme, també va sostenir "l'esperit d'associació dins la comunitat". Va militar per fi a les causes nacionalistes a Grècia i a Polònia.
En reorganitzar-se l'Institut de França, fou nomenat membre de la restablerta Acadèmia de les inscripcions i llengües antigues per real orde del 21 de març de 1816.
Va acabar l'any 1818 el seu Voyage en Espagne (Viatge per Espanya), i el mateix any va entrar al Consell d'Estat com maître des requêtes. Elegit diputat pel col·legi departamental del Sena el 17 de maig 1822, va ocupar un escó al centreesquerra i va combatre els sistemes financers del ministeri, les lleis restrictives de la llibertat, i vivament es va oposar a la guerra d'Espanya, sobretot per la raó que seria impossible abastir la cavalleria. Un diari de l'època va resumir la seva opinió d'aquesta forma: "Fenc de la guerra d'Espanya!" Aquesta actitud independent el va fer excloure's del Consell d'Estat abans de les eleccions del 25 de febrer de 1824. Va treure profit del seu oci per a efectuar, en companyia del seu fill, un llarg viatge de prop de quatre anys per Itàlia, Grècia, Turquia, Palestina i Egipte, i en va redactar una relació, inèdita.
Va saber a Alexandria, al febrer de 1828, que havia estat reelegit delegat el 24 de novembre de 1827 pel gran col·legi del Sena. Va deixar al seu fill prosseguir sol el viatge i va tornar de seguida a París. El seu mandat li va ser renovat el 19 de juliol de 1830. El ministeri Martignac li havia retornat el seu seient al Consell d'Estat. Alexandre de Laborde, que reunia al seu saló la fracció liberal de la cambra, va entrar a l'oposició al ministeri Polignac, es va oposar a l'expedició d'Alger i va signar l'adreça dels 221. A la tarda del 26 de juliol, reuní a la seva casa una quinzena de diputats liberals, i l'endemà es va posar al capdavant del moviment popular, va pujar sobre les barricades amb entusiasme, revestit d'un uniforme de fantasia, seguit pel seu ajuda de cambra Lucià, i es va fer aclamar a les oficines del Nacional (un periòdic), com ho conta Chateaubriand.

## Sota la monarquia de juliol
Nomenat prefecte del Sena el 29 de juliol de 1830 per la Comissió municipal de París, romangué poc temps en el càrrec, ja que el deixà el 20 d'agost quan va ser nomenat conseller d'Estat, comendador de la Legió d'Honor, general de brigada de la guàrdia nacional i ajuda de camp de Lluís Felip I de França. Va perdre breument aquestes funcions el 1831, per haver-se adherit a una societat patriòtica d'inspiració republicana, però no va trigar a recobrar-les, gràcies a la benevolència del rei.
A causa del seu nomenament al Consell d'Estat, hagué de representar els seus electors, no sense haver rebutjat a ser par de França, perquè desitjava continuar ocupant un escó al Palau Borbó, per al qual va ser reelegit el 28 d'octubre 1830. Els electors del 7è districte de París el portaren novament a la cambra el 5 de juliol 1831 i encara el 21 de juny 1834. El mateix dia, va ser també elegit pel 4t col·legi de Sena i Oise, a Étampes. Optà per aquesta darrera representació, i en sortí novament reelegit el 4 de novembre 1837 i el 2 de març 1839. Renuncià a l'escó l'any 1841 i va ser reemplaçat, el 7 de maig, pel seu fill, León de Laborde.
Durant els anys que va ocupar un escó a la cambra va ser una de les figures del centreesquerra, amb una evolució progressiva cap a l'esquerra. Al final de la seva vida es va mostrar partidari de mesures liberals i va demanar particularment l'augment de poders per als consells generals. Complí, a partir de 1831, les funcions de qüestor, cosa que li va permetre disposar d'un habitatge per a funcionaris al Palau Bourbon.
Regularment va ser consultat per Lluís Felip I, que apreciava el seu esperit, particularment sobre diversos projectes importants com ara l'erecció de l'obelisc de Luxor sobre la plaça de la Concòrdia o la transformació del Palau de Versalles en Museu de la Història de França. Familiar del sobirà, es va deslliurar de la mort, per altra banda, al moment de l'atemptat de Fieschi al juliol de 1835.
Era una de les personalitats a la monarquia de juliol, amic dels pintors Ary Scheffer i Horace Vernet, del violinista Paganini, de la comtessa de Boigne, Girardin, Greffulhe, Broglie, del vell príncep de Ligne; era cèlebre pel seu esperit, responent per exemple, durant un sopar, a algú que ho advertia contra les intencions que podien tenir els seus criats, amb els seus comentaris, ja que podrien repetir-se'ls a la policia: " oh! Pobra gent! Si estigués segur d'això, diria molt més, per a fer-los guanyar un poc de diners.".
Gran Mestre adjunt del Gran Orient de França de 1835 a 1842, fou també elegit membre de l'Acadèmia de les Ciències Morals i Polítiques (secció d'Economia política) al moment de crear-se la institució, el 27 d'octubre de 1832.
A la fi de la seva vida, a l'octubre del 1840 i perseguit pels seus creditors, va acceptar una invitació del gran duc de la Toscana, Leopold II per anar a Florència. Després va viatjar a Atenes i a Roma i va tornar a l'estiu de 1842 a París, on va morir el 20 d'octubre, a un hotel modest del carrer Saint-Lazare. Fou enterrat al cementiri de l'església de Saint-Pierre-de-Montmartre, al costat de la seva mare.

## Obres
- Description d'un pavé en mosaïque découvert dans l'ancienne ville d'Italica, 1802
- Lettres sur les sons harmoniques de la harpe, 1806
- Voyage pittoresque et historique en Espagne, Paris, 1807-1818
- Description des nouveaux jardins de la France et de ses anciens châteaux, Paris, 1808-1815
- Discours sur la vie de la campagne et la composition des jardins
- Itinéraire descriptif de l'Espagne, Paris, 1809
- Des aristocraties représentatives, 1814
- De la représentation véritable de la communauté, 1815
- Rapport sur la méthode de Lancaster, 1816
- Projets d'embellissement de Paris, 1816
- Quarante-huit heures de garde aux Tuileries, pendant les journées des 19 et 20 mars 1815. Par un grenadier de la Garde Nationale, 1816
- Les monuments de la France, classés chronologiquement et considérés sous le rapport des faits historiques et de l'étude des arts, Paris, 1816-1826
- De l'esprit d'association dans tous les intérêts de la communauté, 1818
- Plan d'éducation pour les enfants pauvre, 1819
- Voyage pittoresque en Autriche, avec un précis historique de la guerre entre la France et l'Autriche en 1809, Paris, 1821-1823
- Aperçu de la situation financière de l'Espagne, 1823
- Précis historique de la guerre entre la France et l'Autriche en 1809, 1823
- Collection de vases grecs expliquée, 1824-1828
- Au roi et aux chambres, sur la question d'Alger, 1830
- Paris municipe ou tableaux de l'administration de la ville de Paris, Paris, 1833
- Versailles ancien et moderne, 1839-1840